# تيار بنغويلا
تيار بنغويلا

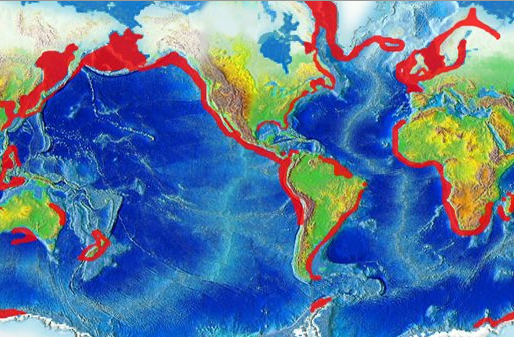

هو تيار مائي محيطي بارد قادم من الجنوب من عند رأس الرجاء الصالح - أقصى جنوب القارة الأفريقية - ويستمر شمالاً مسايراً لساحل أفريقيا الغربي حتى بضع درجات عرضية جنوب خط الاستواء حيث يدخل ضمن حركة التيار الاستوائي الجنوبي.
المصدر
المعجم الجغرافي المناخي